# Volksliedjes in Duitsland

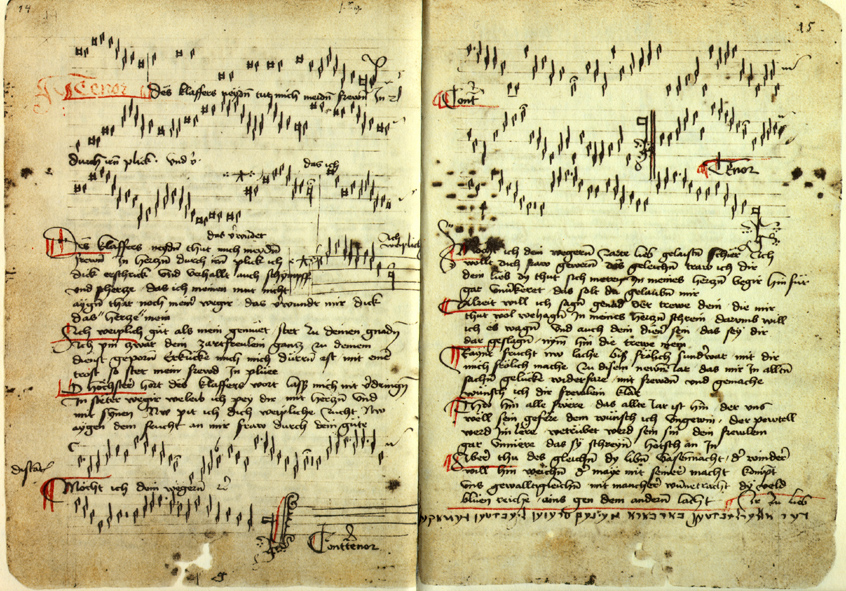
Middeleeuws liedhandschrift het Lochamer-Liederbuch (rond 1450).

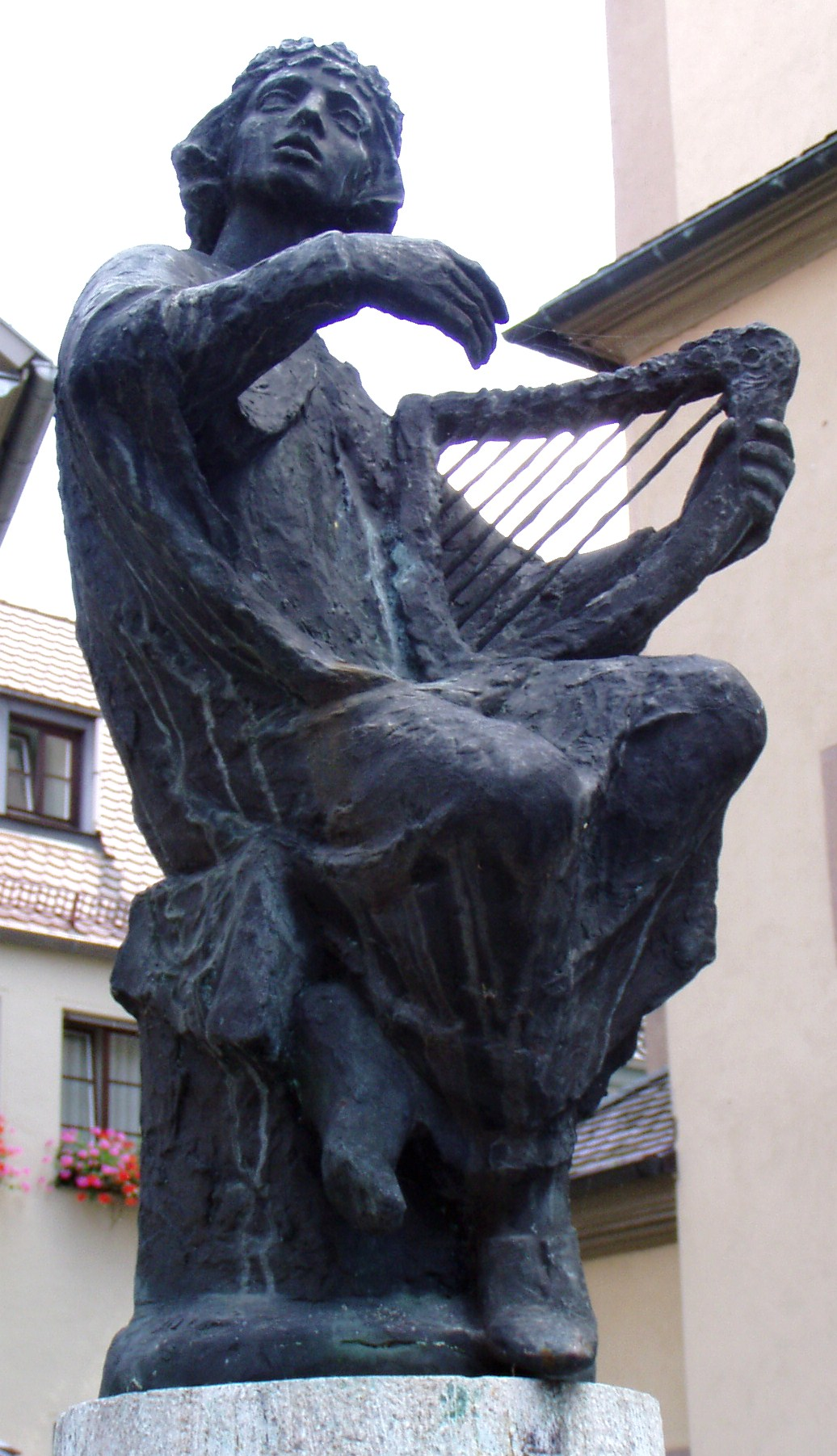
Standbeeld van minnezanger Otto van Botenlauben.

Het woord 'volkslied' (Duits: Volkslied) werd in het Duitse taalgebied voor het eerst gebruikt door Johann Gottfried Herder in 1773. In de loop van de tijd ging het begrip in het bijzonder verwijzen naar liederen die eenvoudig te zingen zijn, door het volk gezongen en doorgegeven worden, en anoniem worden overgeleverd.
Een volksliedje is een lied dat zich breed heeft verspreid in een bepaalde sociale groep. Volksliedjes kunnen worden onderscheiden op basis van muzikale, taalkundige, sociale en historische kenmerken. Ze komen overeen wat betreft het gebruik van gewone spreektaal, cultuur en traditie. De liedjes kennen, door de mondelinge overlevering, streekgebonden en tijdgebonden varianten in tekst en melodie.
Duitse volksliedjes zijn door hun taal en muzikale traditie herkenbaar afkomstig uit het Duitstalige gebied. Er was veel aandacht voor volksliedjes ten tijde van de Romantiek (eind achttiende en negentiende eeuw), in het bijzonder voor historische liedjes met geïdealiseerde natuurbeelden en een sterke vaderlandsliefde. Bijvoorbeeld Ludwig Erk verzamelde voor het liedboek Deutscher Liederhort (1856, 1893–94) ongeveer 20.000 Duitse volksliedjes.
Na het misbruik van volksliedjes door de nationaalsocialisten is zo'n romantiserende kijk erop in Duitsland grotendeels in onbruik geraakt. Tegenwoordig vallen ook nieuwere vormen van populaire muziek onder het volkslied, hoewel het volksliedje nog steeds wordt onderscheiden van popmuziek. Het Duitse Volksliedarchief (Freiburg) verzamelt sinds 1914 Duitse volksliedjes en beheert momenteel een archief van 250.000 Duitse liedjes, van volkliedjes tot populaire liedjes.

## Betekenis en afbakening van het begrip 'volkslied'

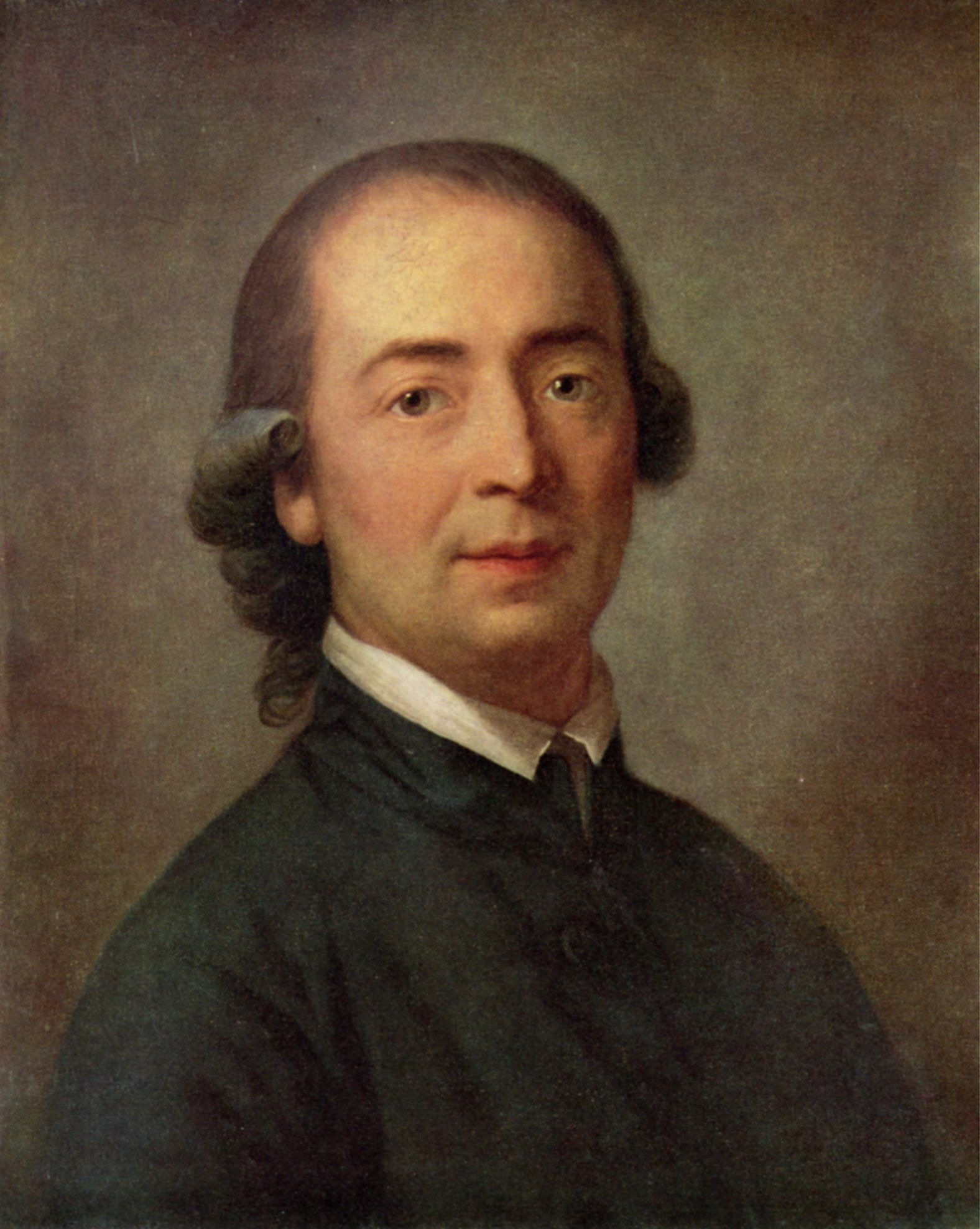
Johann Gottfried Herder, schilderij van Anton Graff (1785).

Johann Gottfried Herder bedacht het woord 'volkslied' in 1773. Hij gebruikte het voor het eerst in de Briefwechsel über Oßian und die Lieder alter Völker, als vertaling van Thomas Percy's begrip popular song. Het begrip 'volkslied' had toentertijd een ruimere betekenis dan tegenwoordig. Het verwees in het algemeen naar een destijds nieuwe opvatting over lyrische dichtkunst die dicht bij het volk moest staan en die zich afzette tegen de gekunsteldheid van de poëzie uit de Barok en Rococo.
Tijdens het verzamelen van volksliedjes in de achttiende en negentiende eeuw werden door de Duitse onderzoekers de volgende kenmerken vastgesteld:
- het lied vindt zijn oorsprong in het volk of een deel van een volk (een groepering, een zuil) die wordt gekenmerkt door een gemeenschappelijke moedertaal, afkomst en culturele identiteit;
- het lied is anoniem overgeleverd, de liedschrijver of de tekstdichter en componist zijn niet meer bekend (bij degenen die het lied zingen);
- het lied is eenvoudig voor iedereen mee te zingen, wat het gemeenschapsgevoel bevordert;
- het lied kent een grote verspreiding dankzij mondelinge overlevering;
- het lied kent (vaak vele) varianten in tekst en melodie: doordat het mondeling wordt doorgegeven, ontstaan er plaatselijke, culturele en tijdgebonden varianten, die soms de aard van de betreffende cultuur weerspiegelen.

Volksliedjes gaan vaak over bekende, terugkerende of alledaagse omstandigheden, gebeurtenissen en stemmingen uit het dagelijkse leven. De liedteksten kunnen zich echter ook verwijderen van de gewone, rauwe werkelijkheid (van vrede en vreugde, liefde en dood, afscheid en reizen, van huis zijn en heimwee) en een geïdealiseerd beeld tonen, bijvoorbeeld door middel van idyllische natuurbeelden of een tragische liefde tussen een prins en een prinses. Volksliedjes kunnen verschillende functies hebben, bijvoorbeeld een werklied begeleidt de arbeid, een huwelijkslied wenst bruid en bruidegom geluk.
Het volkslied ken vele genres, die de inhoudelijke en thematische verscheidenheid van volksliedjes weerspiegelen: liefdesliederen, bruiloftsliederen, drinkliederen, kinderliederen, wiegeliederen, werkliederen, dansliederen, studentenliederen, soldatenliederen, zeemansliederen, religieuze liederen, heiligenliederen, vaderlandse liederen, reisliederen, wandelliederen, ochtendliederen, avondliederen, seizoensliederen, afscheidsliederen, kluchtliederen, spotliederen enzovoort.

### Titels van volksliedjes

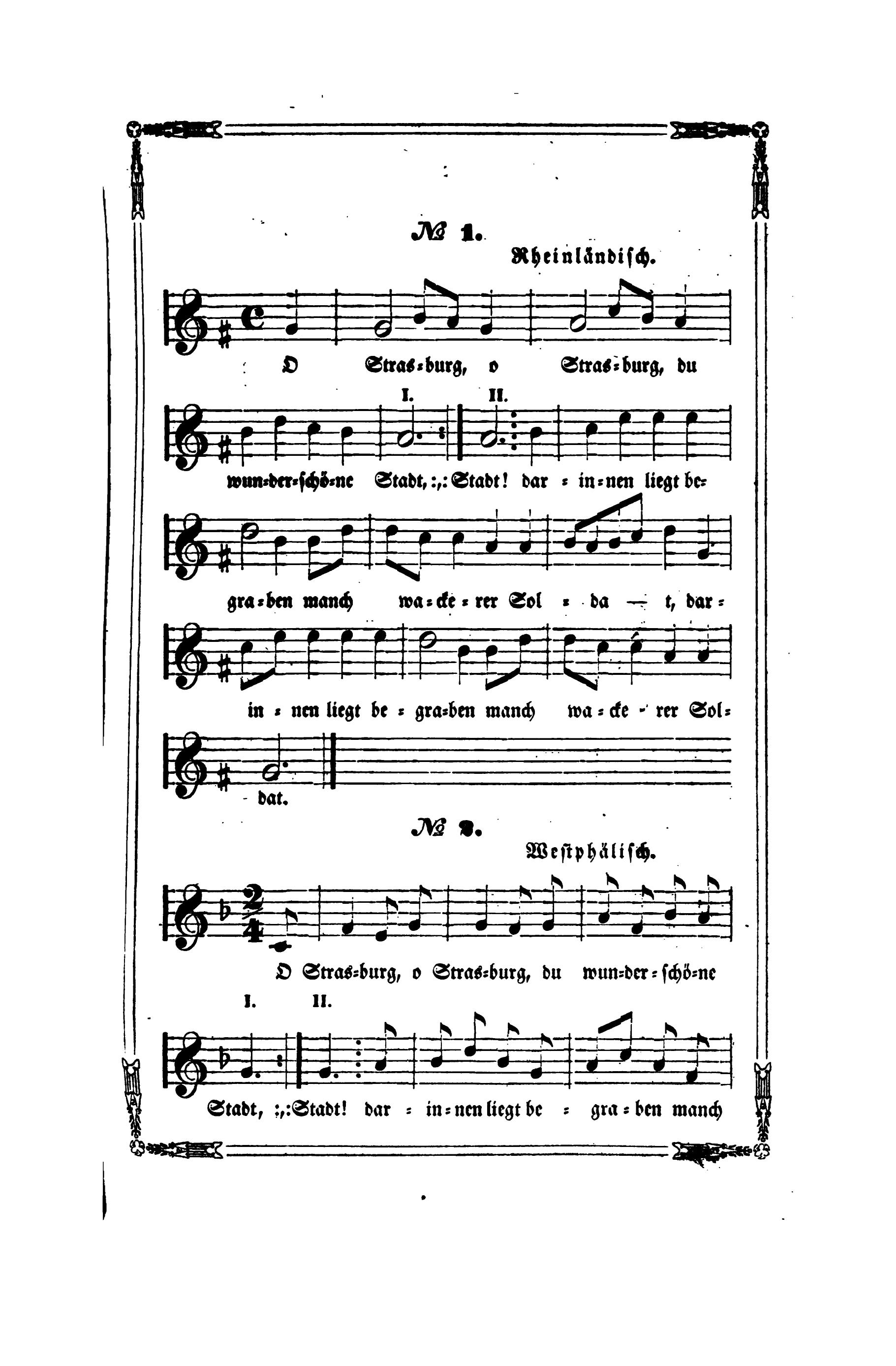
Liedboek Deutsche Volkslieder, samengesteld door Kretzschmer en Von Zuccalmaglio (1838).

Volksliedjes die uit de volksmond zijn opgetekend, kennen, net als in Nederland, geen vaste titel. Het verschijnsel van het geven van een titel, stamt immers uit de boekdrukkunst. Bij het optekenen van de liedjes uit de volksmond en het uitgeven ervan in liedbundels, wordt er wel vaak een titel aan een liedje gegeven. Deze kan per bundel verschillen en bovendien soms in een streektaal, soms in het Hoogduits zijn geschreven.
Vaak wordt er als titel simpelweg de beginzin (het incipit) gekozen, bijvoorbeeld 'Jetzt kommen die lustigen Tage'. Soms wordt er gekozen voor een beschrijvende titel, bijvoorbeeld 'Die Vogelhochzeit' bij het lied 'Ein Vogel wollte Hochzeit machen in dem grünen Walde'; of 'Dunkle Wolken' bij het lied 'Es geht ein dunkle Wolk herein'. Liedboeken hebben daarom meestal twee inhoudsopgaven: één met een lijst met incipits en één met een lijst met titels.
In het liedonderzoek wordt de titel van een volksliedje niet tot het lied gerekend. Omdat een lied een combinatie is van tekst en muziek, is de beginregel onderdeel van het lied, maar een titel niet. Bovendien zijn de titels gewoonlijk pas later toegevoegd, kunnen ze per liedbundel verschillen en zijn ze vaak weinig onderscheidend (er zijn vele liedjes met titels als 'Lentelied', 'Herderslied' of 'Avondlied'). Een volksliedje wordt daarom altijd aangeduid met het incipit: de eerste regel (of de eerste twee regels) van het lied. (Meer hierover bij Incipit - Volksliedjes).

### Herkomst

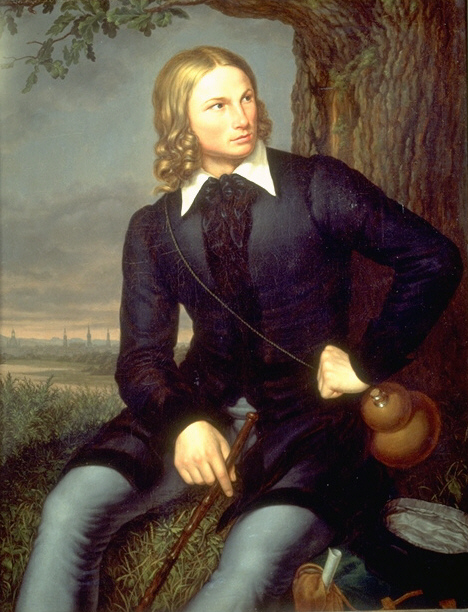
Portret van A.H. Hoffmann von Fallersleben, door Karl Georg Schumacher (1819).

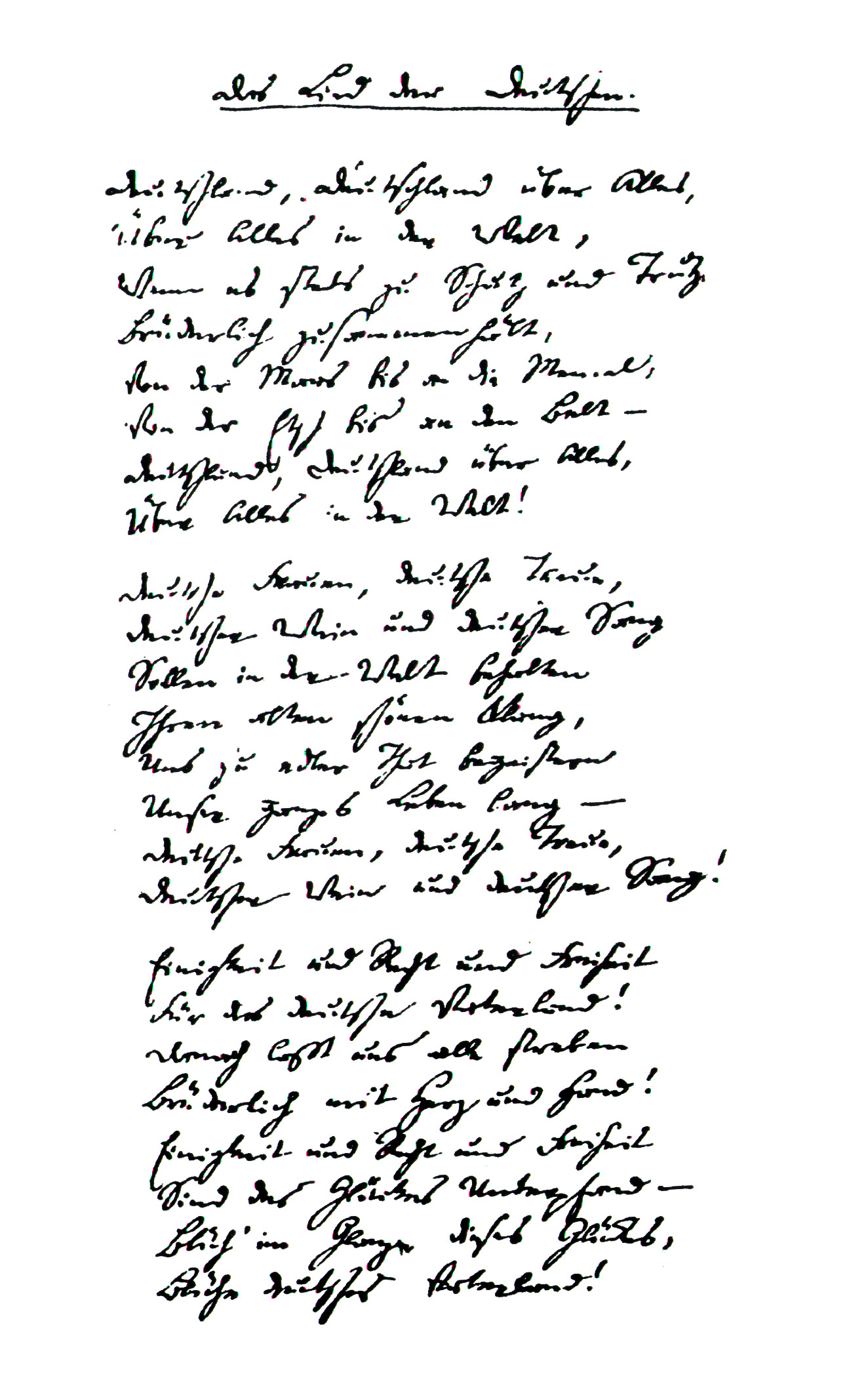
Das Lied der Deutschen, handschrift van Hoffmann von Fallersleben (kunstlied, 1841).

Er is geen antwoord mogelijk op de vraag wat de herkomst is van een volksliedje en wie de tekst en de wijs hebben gemaakt. Doordat volksliedjes voortdurend tijdens de actieve zangbeoefening (dus door gehoor en nadoen) doorgegeven worden, verkeert het liedje onophoudelijk in een proces van variëren en herscheppen. Belangrijker dan de vraag naar de herkomst is volgens Braun de mate van opname en verspreiding - en daarmee de omarming en inbedding in de culturele uitingen van een te onderscheiden gemeenschap.

### Afbakening met het kunstlied
Een belangrijk onderscheid tussen het volkslied (anoniem overgeleverd door een orale traditie) en het kunstlied (van een bekende tekstdichter en toondichter), is dat de tekst en de muziek van een volksliedje niet vastliggen.
De scheidslijnen zijn niet altijd duidelijk te trekken. Een kunstlied kon bijvoorbeeld een volksliedje worden. In de negentiende en begin twintigste eeuw werden er veel liederen geschreven voor de actieve zangcultuur. Deze konden bij populariteit verspreid raken onder het volk en zo als volksliedje doorgegeven worden, waarbij de tekstdichter en de oorspronkelijke vorm in de vergetelheid raakten.

### Onderlinge beïnvloeding
Binnen Europa zijn veel overeenkomsten in volksmuziek vast te stellen, bijvoorbeeld in tekst, klank en formele vormen. Wetenschappelijk gezien is het onmogelijk om als land of gebied aanspraak te maken op bepaalde vormen van volksmuziek, of daar vergelijkingen in te maken op basis van kwaliteit of puurheid. Teksten en melodieën maken omzwervingen door verschillende streken.
Hierbij worden ook landgrenzen overschreden. Bijvoorbeeld het Nederlandse taalgebied kent volksliedjes die ook in Duitsland of Frankrijk voorkomen (waarbij de oorsprong vaak niet meer is te achterhalen). Voorbeelden zijn:
- 'Advocaatje ging op reis' - 'Petit homme avocat'
- 'Adieu mijn schat en ik moet voort' - 'Adje, mein Schatz, jetzt reis' ich fort'
- 'Altijd is Kortjakje ziek' - 'Twinkle, twinkle, little star' - 'Ah! vous dirai-je, maman' (oorspr. Fr.)
- 'Die winter is vergangen' - 'Der Winter ist vergangen' (naar het Nl.)
- 'Daar was een sneeuwwit vogeltje' - 'Es saß ein schneeweiß’ Vögelein'
- 'Daar zou er een maagdje vroeg opstaan' - 'Es wollt ein Mädchen früh aufstehn'
- 'Drie schuintamboers die kwamen uit het oosten' - 'Trois jeunes tambours s'en revenaient de guerre' (oorspr. Fr.)
- ' 'k Heb mijn wagen volgeladen' - 'Hab’ mein’ Wage vollgelade'
- 'Het waren twee koningskinderen' - 'Es waren zwei Königskinder'
- 'Ik stond op hoge bergen' - 'Ich stand auf hohem Berge'
- 'Klein, klein kleutertje, wat doe je in mijn hof?' - 'Puthöneken! Puthöneken! wat deist'u in usen Goren?'
- 'Komt een vogel gevlogen' - 'Kommt ein Vogel geflogen'
- 'Meiregen, maak dat ik groter word' - 'Mairegen macht, daß man größer wird' (kunstliedje van Hoffmann von Fallersleben, 1845)
- 'Mijn man kwam door de Lombardstraat' - 'Jan Hinnerk wahnt up de Lammer-Lammerstraat'
- 'Een oud pastoor die had een koe' - 'Herrn Pastor sien Kauh'
- 'Slaap, kindje, slaap' - 'Schlaf, Kindche, schlaf' (wiegelied)
- 'Vader Jacob' - 'Are you sleeping' - 'Martinillo' - 'Frère Jacques' (Fr. canon uit 1860)

## Geschiedenis

### Middeleeuwen tot en met 17e eeuw

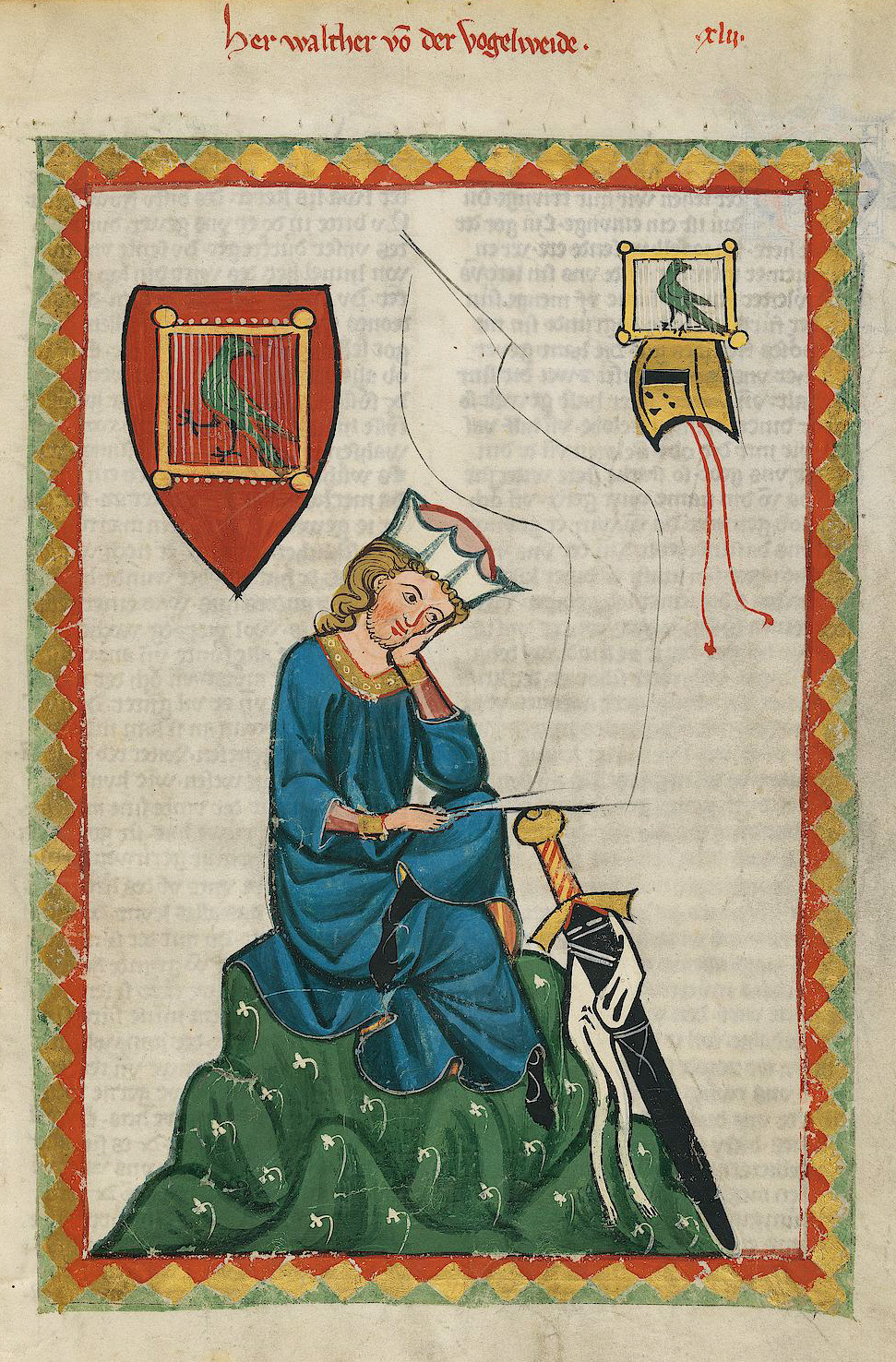
Minnesänger Walther von der Vogelweide (Große Heidelberger Liederhandschrift, rond 1300).

De oudste bronnen met Duitstalige liedjes stammen uit de 12e eeuw, de tijd van de Minnesänger (minnezangers) en Meistersinger (meesterzangers). Naast de kunstliederen van bekende tekstdichters en liedschrijvers ontstonden er volksliedjes en moordliederen, die hun bekendheid en verspreiding dankten aan kermiszangers ('Bänkelsänger') of straatzangers.
Sinds de Reformatie, eind 15e eeuw, werden deze liederen vastgelegd in handgeschreven liedboeken, zoals het Lochamer-Liederbuch (rond 1460) en het Glogauer Liederbuch (rond 1480) of afgedrukt in verzamelwerken zoals het liedboek Frische teutsche Liedlein (1536–1556), samengesteld door Georg Forster.
In de 17e eeuw nam de belangstelling voor volksliedjes af. Oorzaken waren de afstand die was ontstaan tussen de ontwikkelde bovenlaag en het volk sinds de Renaissance; en het in zwang raken van meerstemmige Franse en Italiaanse liederen (zoals villanellen, laat-middeleeuwse chansons en madrigalen). In de lijn van deze ontwikkeling bedeelt Bach in zijn Boerencantate (1742) de aria toe aan de ontwikkelde stadmensen en het volksliedje aan de nationalistische plattelandsbevolking.

### Romantiek (eind 18e en de 19e eeuw)

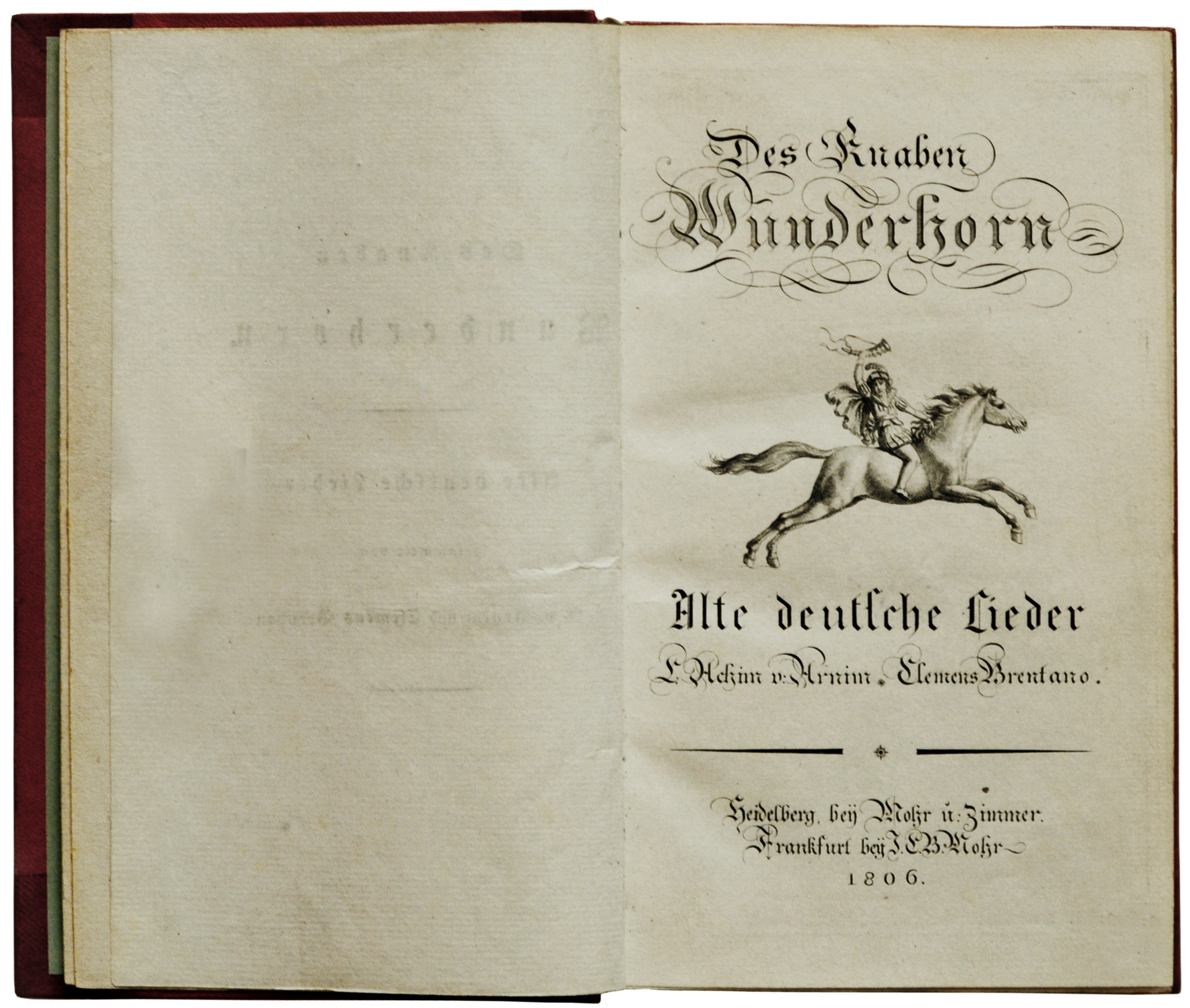
Titelblad Des Knaben Wunderhorn, deel 1 (1e druk, 1806).

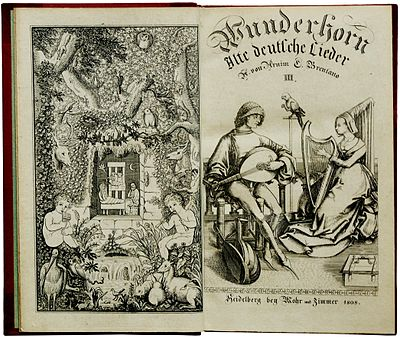
Titelblad Des Knaben Wunderhorn, deel 3 (1e druk, 1806).

Tijdens de Sturm und Drang (rond 1767-1785) en de daarop volgende Romantiek, die zich verzetten tegen het rationalisme van de Verlichting, groeide met name onder dichters, schrijvers en musici een heimweeachtig verlangen naar eenvoud, de nabijheid van de natuur, nostalgie naar het verleden, het kennen van het eigene van de cultuur, oorspronkelijkheid (authenticiteit) en echtheid. De zoektocht naar de wortels van de cultuur leidde onder meer tot het verzamelen van mondeling overgeleverde volksliedjes.
Johann Gottfried Herder (1744-1803) begon in de tweede helft van de achttiende eeuw onderzoek te doen naar Duitse volksliedjes. In 1771 gaf hij het boek Von deutscher Art und Kunst uit en in 1778/79 een verzameling binnen- en buitenlandse liedjes onder de titel Volkslieder (in samenwerking met Goethe en Lessing. In deze uitgave stonden geen auteursvermeldingen, omdat de verzameling een weergave moest zijn van de "onvervalste uiting van de volksziel" (hoewel er veel van deze liedjes in feite kunstliedjes van een hun bekende tekstdichter waren).
Door zijn uitgangspunt dat volksliedjes verbindend werken, sloten fanatieke medestrijders, zowel uit binnen- als buitenland, zich bij Herder aan. Verzamelaars, onderzoekers, componisten en (tekst)dichters begonnen te zoeken naar het tot dan toe zo verwaarloosde volkslied uit de mondelinge traditie. Van wezenlijke invloed waren de Europa-brede nationalistische en vrijheids-stromingen rond het midden van de negentiende eeuw. Naast deze romantische en nationalistische beweegredenen, ontstond er aan het begin van de negentiende eeuw ook wetenschappelijk onderzoek met wetenschappelijke verzamelingen van volksliederen. Johannes von Müller gaf in 1807 zijn grote internationale liedverzameling uit (Stimmen der Völker in Liedern), waarin hij het begrip 'volkslied' bewust vermeed. In 1808 verscheen Des Knaben Wunderhorn, verzameld door Arnim en Brentano, en in 1844/45 Alte hoch und niederdeutsche Volkslieder, samengesteld door Uhland. Deze liedboeken bevatten echter enkel liedteksten en geen muzieknotatie.

### Het kunstlied in de negentiende eeuw

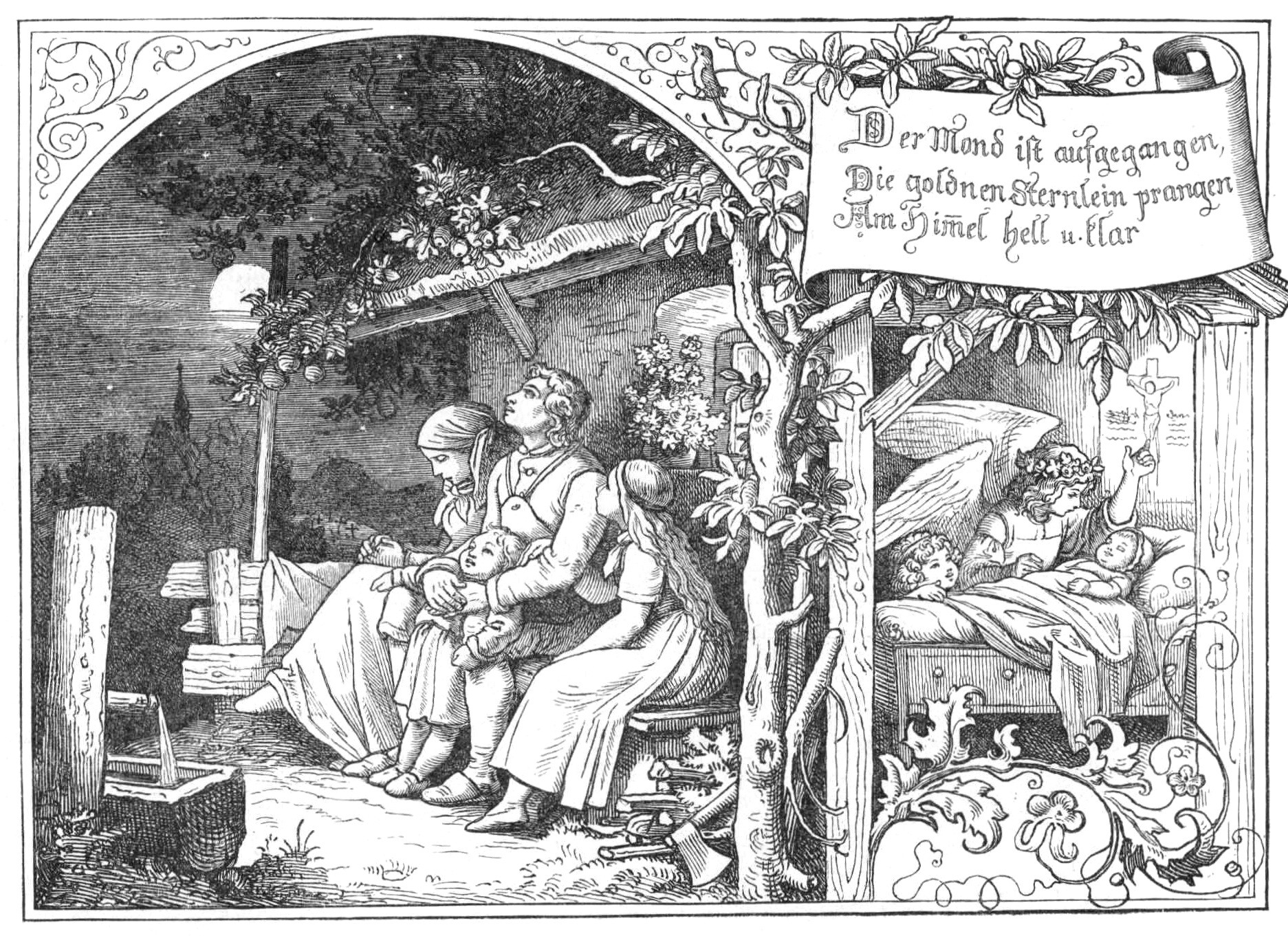
'Der Mond ist aufgegangen', illustratie door Ludwig Richter (1856).

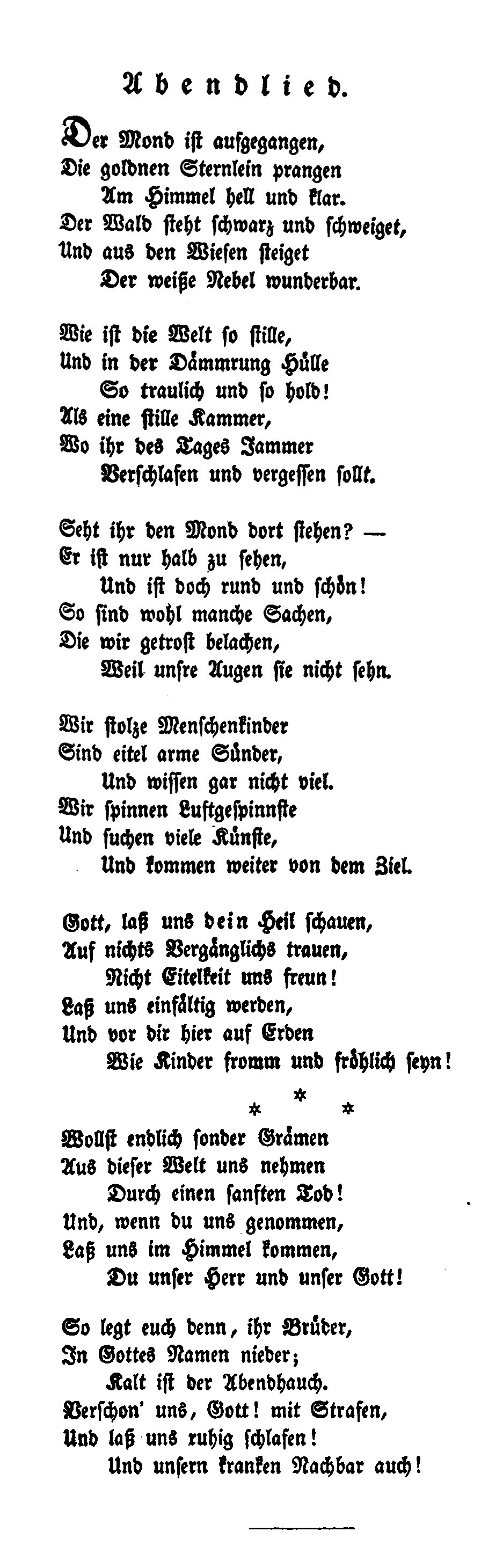
'Der Mond ist aufgegangen' in Claudius’ Asmus omnia sua secum portans (dl. 4, 1782).

Herder klaagde: "De restanten van alle levende volkszienswijzen rollen in volle vaart in de afgrond". Hij suggereerde hiermee dat een bepaald soort muzikale uiting door het volk niet meer bestond. Deze opvatting komt echter voort uit de gezichtspunt vanuit de Romantiek. Met de veranderende levensomstandigheden door het opkomende kapitalisme en de industrialisering, veranderde ook het repertoire van het volk. Liederen die verwezen naar het stedelijke leven, pasten niet goed in het beeld dat men vanuit de Romantiek over het volkslied had (bijvoorbeeld dat er een geïdealiseerd landleven uit de liedjes moest spreken).
In de geest van Herder ontstonden er op een gegeven moment, vauit samenwerking tussen dichters en componisten, nieuwe liedjes, bestemd voor de actieve zangbeoefening, in de trant van volksliedjes, die bestempeld werden als 'volksliedjes'. Het ging om tekstdichters als Achim von Arnim, Clemens Brentano, Matthias Claudius, Simon Dach, Heinrich Heine, Wilhelm Müller en Ludwig Uhland; en om toondichters als Johann Friedrich Reichardt, Johann Abraham Peter Schulz, Friedrich Silcher und Carl Friedrich Zelter. Hieruit kwamen liederen voort als 'Der Mond ist aufgegangen' (Claudius/Schulz) en 'Ich weiß nicht, was soll es bedeuten' ('Die Lorelei', Heine/Silcher). Het kunstlied 'Lindenbaum' van Schubert (liedtekst Wilhelm Müller, 1821), werd door Silcher van een eenvoudigere melodie voorzien en zo het bekende volksliedje 'Am Brunnen vor dem Tore'.
Vanaf het midden van de achttiende eeuw kwamen er bij de burgerij liederen in zwang, die ook voor een leek goed te zingen waren. Belangrijk hierbij was de Berliner Liederschule ('Berlijnse liedschool'), die was opgericht door Christian Krause. Hun uitgangspunt was: het lied in de volkstoon, wat zoveel betekende als: een eenvoudige melodie, waaraan de muzikale begeleiding geheel ondergeschikt is (zoals bijvoorbeeld de liederen die in de vorige alinea zijn genoemd). De (klassieke) kunstmuziek en de kunstliederen staan hiermee dicht bij de 'volkstoon' en het volkslied.
Het totale erfgoed van de Duitse volksliederen is in feite een mengeling van liedjes van bekende tekstdichters en regionale liedjes uit de mondelinge overlevering. Enkele liedjes zijn ouder dan de 18e eeuw, wat in muzikale zin goed te merken is, bijvoorbeeld: 'Innsbruck, ich muss dich lassen' (vlg. Heinrich Isaac, 16e eeuw), 'Es geht ein’ dunkle Wolk herein' (handschrift Klosters Seeon, 17e eeuw), en 'Und in dem Schneegebirge' (Glatzer bergland en Silezië). Deze worden bijvoorbeeld veelvuldig aangehaald uit de verzameling van Georg Forster. Met name van tot heden bekende kinderspelliederen, zoals 'Goldene Brücke', 'Wer will fleißige Handwerker seh’n' en 'Alle meine Entchen', is de oorsprong geheel onbekend.
De ontstaansgeschiedenis van de drie bekende liederen, 'Der Mond ist aufgegangen', 'Ich weiß nicht, was soll es bedeuten' en 'Am Brunnen vor dem Tore', en vele andere liedjes die door bekende tekstdichters werden geschreven, zet vraagtekens bij de romantische opvatting dat er zoiets bestaat als een anoniem collectief dat volksliedjes voortbrengt. In plaats daarvan lijkt het er eerder op dat gewoonlijk het volk inzake het volkslied de derde partij is (naast de tekstdichter en de componist). Op het terrein van het lied zorgt het volk voor de traditie, de cultivering en de ontwikkeling van het lied. De liederen worden doorgegeven en er ontstaan varianten in tekst en melodie. Ook liedonderzoeker en grondlegger van het Duitse Volksliedarchief, John Meier, weerspreekt het beeld van liedjes die collectief uit 'het volk' voortkomen. Liedjes worden in beginsel altijd door iemand gemaakt, het worden volksliedjes als ze gaan leven in de volksmond en door het volk worden doorgegeven.

### De industriële revolutie
Onder invloed van de beginnende industriële revolutie (rond 1850) met haar snelle maatschappelijke veranderingen, verminderde de aandacht voor en de traditie van het volkslied. De grote volksliedverzamelingen uit deze tijd (bijvoorbeeld Erk en Böhme, Deutscher Liederhort (3 dln., 1856, 1893–1894); en Louis Pinck, Verklingende Weisen (4 dln., 1926–1940, dl. 5 1963)), die nu ook notenschrift bevatten, verwijzen in de titel vaak naar het voortschrijdende proces van verval en het verdwijnen van het zingen van volksliedjes. ('Deutscher Liederhort' betekent zoveel als een 'schatkamer voor Duitse liedjes'; en 'Verklingende Weisen' betekent: 'verdwijnende/uitstervende melodieën').
Deze liedboeken zijn allereerst een verslag van wetenschappelijk onderzoek. Bijvoorbeeld Ludwig Erk verzamelde voor Deutscher Liederhort ongeveer 20.000 Duitse volksliedjes. Andere liedboeken zijn meer gericht op verstrooiing en verspreiding, zoals Deutsche Volkslieder mit ihren Originalweisen (2 dln., Berlin 1838/1841) van Kretzschmer en Von Zuccalmaglio. Deze laatste twee auteurs pasten teksten en melodieën uitermate behendig aan aan de smaak van de tijd en voegden verschillende liederen soms samen tot een nieuw lied.

### Begin 20e eeuw

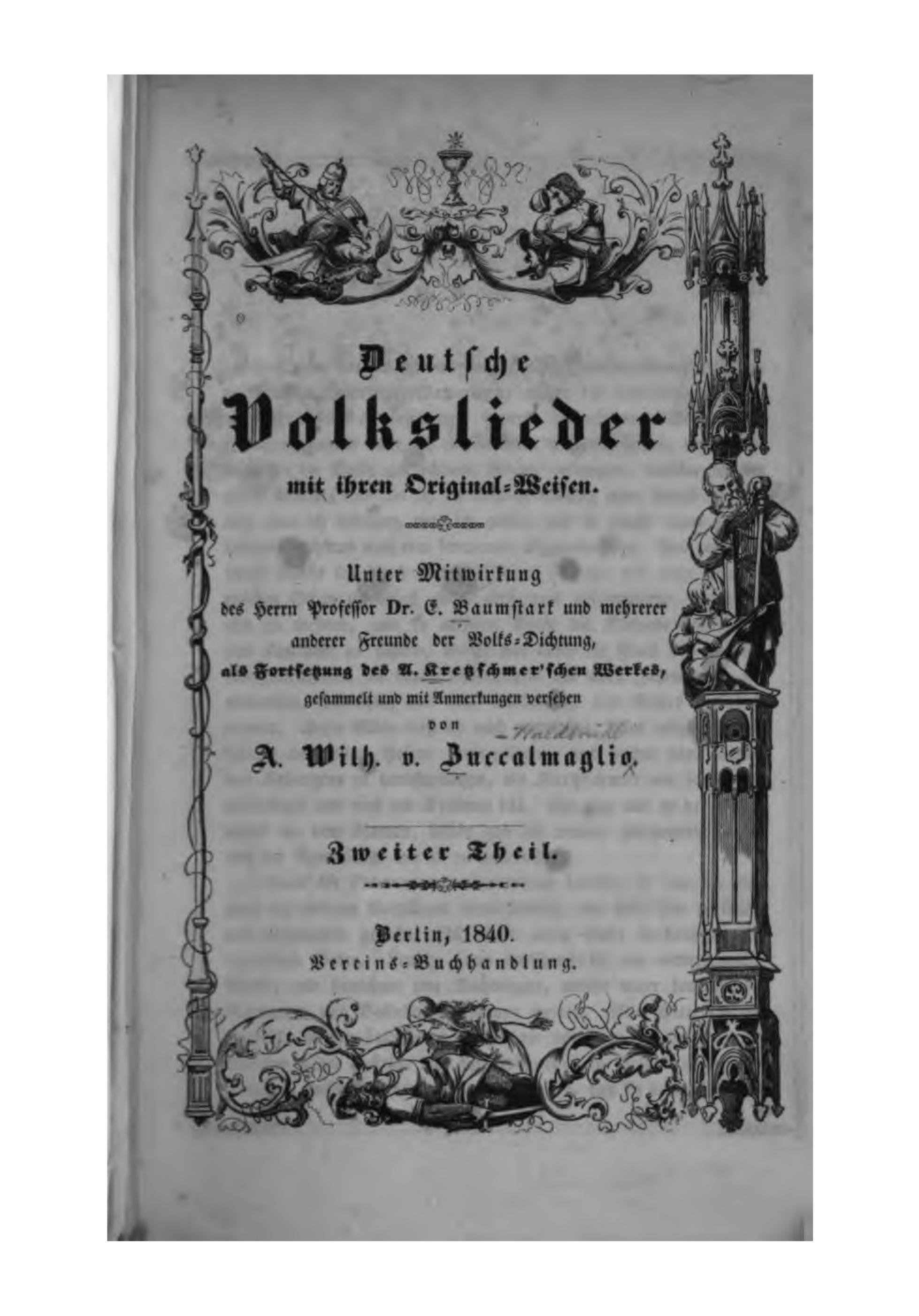
Liedboek Deutsche Volkslieder, deel 2, samengesteld door Kretzschmer en Von Zuccalmaglio (1840).

Bij de verschillende stromingen op het gebied van zingen in de 20e eeuw, ging het nauwelijks nog om authentieke, door het volk geschapen liedkunst, maar eerder om een romantisch, nostalgisch teruggrijpen op een repertoire dat vooral in liedboeken was overgeleverd, en nauwelijks nog verbinding had met het alledaagse leven.
Het volkslied-genre werd vanaf eind negentiende eeuw verrijkt met arbeidersliederen, studentenliederen en vaderlandslievende gezangen. In 1914 richtte Germanist en folklorist John Meier (1864–1953) in Freiburg het Deutsche Volksliedarchiv op - tot op heden de voornaamste verzamelplek voor documentatie van en onderzoek naar het Duitse volkslied. Belangrijk voor een herwaardering van het volkslied was het groeiende verenigingsleven vanaf het einde van de negentiende eeuw. In het bijzonder de Duitse Jeugdbeweging de Wandervogel, waarbij stadskinderen naar het ideaal van de Romantiek en de pedagogiek naar buiten gingen om in de vrije natuur te wandelen. Al wandelend door de velden en de bossen, werd er veel gezongen.
In 1909 bracht Hans Breuer het liedboek van de Wandervögel uit, genaamd Der Zupfgeigenhansl ('tokkel-viool-hansje'). Tot 1933 verschenen er steeds bijgewerkte herdrukken en er werden van het liedboek ruim een miljoen exemplaren verkocht. Het liedboek bevat een brede keuze aan liederen.
Na de Eerste Wereldoorlog bepaalden de nieuwe grondregels van Fritz Jöde in Noordduitsland en Walther Hensel in Zuidduitsland de zangcultuur in (muzikale) jeugdbewegingen (de 'Jugendmusikbewegung'):
- De jeugd zal door zingen weer tot elkaar komen
- Muziek maken is beter dan passief naar muziek luisteren
- Duitsland (lees: alle Duitssprekende landen) moet weer een zingend land worden.

Er ontstond een schat aan wandelliederen en padvindersliederen, terwijl de typische jeugdbeweging Singstil ('zangstijl') een stempel drukte op de kijk op wat een echt volksliedje is.

### Het nationaalsocialisme
Deze zangbewegingen werden vanaf 1933 door de nieuwe machthebbers in Duitsland, de nationaalsocialisten, gelijkgeschakeld met nationaalsocialistische organisaties als Reichsbund Volkstum und Heimat en Musikschulen für Jugend und Volk.
Het nationaalsocialisme zorgde voor grote problemen bij de Duitse jeugdmuziekbeweging. Leidende figuren, zoals Jöde, Hensel en uitgever Günther Wolff, werden vervolgd. Liedverzamelingen, zoals Der Brummtopf werden ondertussen gebruikt als duidelijke herkenningstekens van de gedwongen militaire orientatie van de (mannelijke) jeugd. Vele leden moesten noodgedwongen hun muzikale werk stilleggen en naar het front afreizen. De drie grondregels van de jeugdmuziekbeweging waren zo algemeen geformuleerd, dat ze niet gevrijwaard bleven van misbruik en corrumpering. De Hitlerjugend beschouwde de Wandervögel als hun voorloper.
Deze twaalfjarige politieke inbezitneming van de jeugdmuziekbeweging had tot gevolg dat er daarna wantrouwen werd gevoeld tegen samen zingen in het algemeen en tegen Duitse volksliedjes in het bijzonder. Frans Josef Degenhardt schreef hierover treffend: "Onze liederen zijn dood, onze oude liederen. Leraren hebben ze vermalen, mannen in korte broeken hebben ze vermorzeld, bruine horden doodgeschreeuwd, laarzen hebben ze in de modder gestampt".

### Na 1945
Na 1945 leefde er onder muziekleraren een duidelijke voorkeur voor buitenlandse liedjes. Men wilde zich niet inlaten met Duitse volksliedjes, die een instrument waren geweest van de nationaalsocialistische ideologie. In vrienden- en familiekring, buiten de openbaarheid en de muziekwetenschap, bleef men wel negentiende-eeuwse volksliedjes zingen.
In de jaren 1960 ontstond er in de Bondsrepubliek Duitsland een protestbeweging met aandacht voor de Anglo-Amerikaanse folksongbeweging, waaronder protestliedjes (van bijvoorbeeld Bob Dylan, Pete Seeger en Joan Baez), die vaak voorzien werden van nieuwe Duitse teksten en coupletten. Naast haar wortels in de Amerikaanse volksmuziek en de burgerrechtenbeweging (Civil Rights Movement), bouwde deze protestbeweging ook voort op de fundamenten van de Duitse jeugdmuziekbeweging.
Ook werden de liederen van de Duitse arbeidersvereniging herontdekt en er nieuwe betekenissen aan gegeven. De groepen Zupfgeigenhansel en Hein & Oss, alsook liedschrijvers Hannes Wader, Franz Josef Degenhardt en Peter Rohland, waren vertegenwoordigers van deze stroming. Rohland behoorde tot de eerste Duitse volkszangers, die ook weer Duitstalige liederen uitvoerde. Hij bracht democratische liederen ten gehore uit de DDR, die Wolfgang Steinitz had uitgegeven in zijn tweedelige verzameling Deutsche Volkslieder demokratischen Charakters aus sechs Jahrhunderten ('Duitse volksliederen van democratische aard uit zes eeuwen').
De folksongbeweging en de aansluiting bij Europese volksliedjes hebben de volksliedcultuur in Duitsland op een wezenlijk breder fundament gezet. Zo wordt tegenwoordig Josef Gregors uitgave Klingende Brücke uitgewerkt en tegen de achtergrond van volksliedjes uit alle Europese talen geplaatst.
De eerste moderne bewerking van volksliedjes werd gedaan door de Alpenrock. Deze neofolkbeweging stamt uit de angelsaksische cultuur en heeft sinds de jaren 1990 ook aanhangers in Duitsland. Het heeft raakvlakken met de Middeleeuwen-Rock. Kenmerkend is het gebruik van akoestische instrumenten en historische teksten.

## Wetenschappelijk onderzoek naar het volkslied

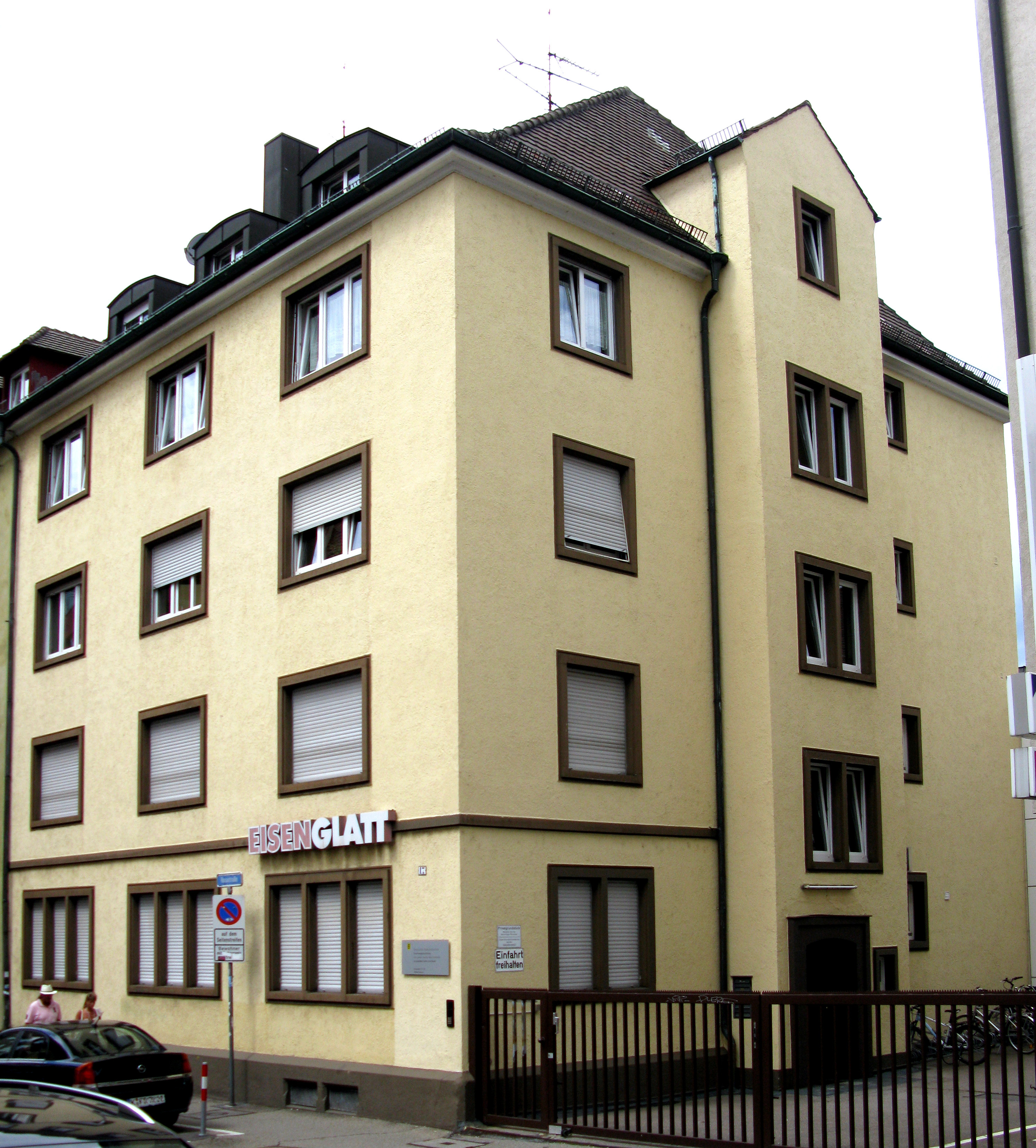
Gebouw van het Deutsches Volksliedarchiv in Freiburg im Breisgau.

Sinds het begin van de Germanistiek, begin negentiende eeuw, hielden wetenschappers zich bezig met het verzamelen van sprookjes en volksliedjes. De muzikale overlevering vormde een echter een probleem. Het is te danken aan de Muziekethnologie dat historische volksmuziek nog toegankelijk is. Deze stroming in de muziekwetenschap is nog relatief jong en beleefde zijn eerste bloeitijd rond 1900. Onderzoekers als Béla Vikár, Zoltán Kodály, Béla Bartók, Erich von Hornbostel en Constantin Brăiloiu, waren de eersten die moeite deden om wetenschappelijk onderzoek te doen. Zij verzamelden liedjes door te luisteren naar mensen uit het volk. Zij hadden nu ook de technische middelen om opnames te maken, dankzij bijvoorbeeld de Edison-fonograaf (van Thomas Edison). Maar ook vele componisten maakten opnames van mensen uit het volk, bijvoorbeeld Modest Moessorgski, Ralph Vaughan Williams, Nikolaj Rimski-Korsakov en Percy Grainger.
De oudere geschiedenis van de volksliedjes is slechts zeer onvolledig af te leiden. Oude opnames van volksliedjes zijn een zeldzaamheid: onder het volk gebeurde dat niet en wetenschappers hadden nog geen interesse. Wat de Middeleeuwen betreft, is het aannemelijk dat de grenzen tussen de hoge cultuur (in feite kerkmuziek) en volksmuziek nog vloeiend waren. Uit sommige afbeelding zijn conclusies te trekken over de muziekpraktijk, bijvoorbeeld over het gebruik van instrumenten.

### Verzamelen Duitse volksliedjes
Met Herder begon het zogenaamde "tweede bestaan" van volksliedjes, doordat ze in liedverzamelingen werden opgenomen en zo een status kregen. Deze bloemlezingen bevatten overwegend liedteksten zonder muzieknotatie. Deze verzamelingen zijn tegenwoordig vooral interessant voor literair en sociologisch onderzoek. De eerste verzamelingen ontstonden vanuit romantische idealisering. Pas in de twintigste eeuw begon men op basis van wetenschappelijke critria verzamelingen volksliedjes aan te leggen.
Een bijzonder geval vormen de handschriftverzamelingen. Een anlyse van 65 handschriften uit de negentiende eeuw (verzameld door John Meier, Duits Volksliedarchief, Freiburg) bracht verschillende functies van liedjes en liedverzamelingen aan het licht. Ze vormen een neerslag van semi-oraliteit, waarin ontwikkelingen in waarden en normen af te lezen zijn.
De handschriften stammen uit de Elzas en uit Lotharingen en zijn in drie groepen te verdelen. Het handschrift van François Juving van 1848 valt bijvoorbeeld onder de categorie 'persoonlijk'. Zijn keus aan liederen gaat altijd over het leven van alledag en de levensweg van de tekstdichter. Ze gaan over problemen, tegenslagen en hoop. Dat geldt ook voor de handschriftverzameling van Marie Feigenspann (1867).
Het Duitse Volksliedarchief (Deutsches Volksliedarchiv) van de universiteit van Freiburg verzamelt sinds 1914 Duitse volksliedjes. Het werd opgericht door volkskundige John Meier, die in zijn bloemlezing Balladen (1935-36) een uitgebreide definitie van het volkslied formuleerde. Het Volksliedarchief beslaat momenteel een verzameling van 250.000 historische tot hedendaagse liedjes, van volksliedjes tot populaire muziek. Het Oostenrijkse Veldwerk (Österreichische Volksliedwerk) is sinds 1904 bezig met het verzamelen, onderzoeken en ter beschikking stellen van volksliedjes
Liedonderzoeker Ernst Klusen verzamelde Nederrijnse volksliederen. Sinds 1949 verzamelde Sepp Gregor Europese en buiten-Europese liedjes (uit landen waarin europese talen gesproken worden). Na zijn dood heeft het Gesellschaft der Klingenden Brücke deze bezigheid overgenomen.

## Lijst met Duitse volksliedjes
Hieronder een kleine keuze uit bekende, anonieme, mondeling overgeleverde Duitse volksliederen.
- Auf einem Baum ein Kuckuck
- Dat du min Leevsten büst
- Der Winter ist vergangen *
- Die Gedanken sind frei
- Drunten in der grünen Au
- Du, du liegst mir im Herzen
- Ein Jäger aus Kurpfalz
- Ein Loch ist im Eimer
- Ein Vogel wollte Hochzeit machen in dem grünen Walde *
- Es geht ein dunkle Wolk herein
- Es, es, es und es, es ist ein harter Schluss
- Es ist ein Schnee gefallen
- Es ist ein Schnitter, der heißt Tod
- Es saß ein schneeweiß’ Vögelein *
- Es steht ein Wirtshaus an der Lahn
- Es tönen die Lieder
- Es waren zwei Königskinder *

- Glück auf, Glück auf, der Steiger kommt
- Grün, grün, grün sind alle meine Kleider
- Guter Mond, du gehst so stille
- Herbst ist da
- Herrn Pastor sien Kauh *
- Ich ging durch einen grasgrünen Wald
- Ich hab die Nacht geträumet
- In Lauterbach hab’ ich mein’ Strumpf verlor’n
- Jan Hinnerk wahnt up de Lammer-Lammerstraat *
- Kommt ein Vogel geflogen *
- Maykäfer, flieg! Der Vater ist im Krieg
- Mein Hut, der hat drei Ecken
- Prinz Eugen, der edle Ritter
- Sabinchen war ein Frauenzimmer[12]
- ’s isch äben e Mönsch uf Ärde
- Und in dem Schneegebirge
- Wenn wir sonntags in die Kirche geh’n
- Zogen einst fünf wilde Schwäne

*De liedjes met een sterretje zijn in het Nederlandse taalgebied ook bekend als anoniem overgeleverd volksliedje. Het gaat om, achtereenvolgens: 'Die winter is vergangen'; 'Daar was een sneeuwwit vogeltje'; 'Het waren twee koningskinderen'; 'Een oud pastoor die had een koe'; 'Mijn man kwam door de Lombardstraat'; 'Een vogel wou eens bruiloft vieren'; 'Komt een vogel gevlogen, zet zich neer aan mijn voet'.

### Lijst van Duitse kunstliedjes
Hieronder een kleine keuze uit bekende negentiende- en twintigste-eeuwse Duitse kunstliedjes, die zijn geschreven voor de actieve zangbeoefening, meestal in de trant van volksliedjes.
- Abend wird es wieder (Fallersleben/Rinck)
- Am Brunnen vor dem Tore (Müller/Silcher)
- Auf der Lüneburger Heide (Löns/Rahlfs)
- Bunt sind schon die Wälder (Salis-Seewis/Reichardt)
- Der Mai ist gekommen (Geibel/Lyra)
- Der Mond ist aufgegangen (Claudius/Schulz)
- Hoch auf dem gelben Wagen (Baumbach/Höhne)

- Ich weiß nicht, was soll es bedeuten (Heine/Silcher)
- Komm, lieber Mai, und mache (Overbeck/Mozart)
- Mein Vater war ein Wandersmann (Sigismund/Möller)
- Nun ruhen alle Wälder (Gerhardt/Isaac)
- O, du lieber Augustin (Augustin/Hummel)
- Sah ein Knab’ ein Röslein stehn (Goethe/Werner)
- Über meiner Heimat Frühling (Koebel)
- Wohlauf, die Luft geht frisch und rein (Scheffel/)

## Liedboeken met Duitse volksliedjes
- Bruder Singer, Lieder unseres Volkes, samengest. door Hermann Peter Gehricke, Hugo Moser, Alfred Quellmalz, Karl Vötterle (1951)
- Deutsche Lieder, samengest. door Ernst Klusen (1980)
- Deutscher Liederhort, samengest. door L. Erk en F. Böhme (1893/1894)
- Deutsche Volkslieder demokratischen Charakters aus 6 Jahrhunderten, samengest. door W. Steinitz (2 dln., 1953, 1956)
- Deutsche Volkslieder mit ihren Originalweisen, samengest. door A. Kretzschmer en A. von Zuccalmaglio,  (2 dln., 1838/1841)
- Deutsche Weisen – Die beliebtesten Volkslieder, samengest. door W. Schneider (1958)
- Deutsche Weisen – Die beliebtesten Volks- und geistlichen Lieder für Klavier, samengest. door A. Linder (ca. 1900) (online)
- Europäische Lieder in den Ursprachen, samengest. door J. Gregor, F. Klausmeier en E. Kraus, deel 1: 'Die romanischen und germanischen Sprachen' (1957)
- Die historischen Volkslieder der Deutschen vom 13. bis 16. Jahrhundert, samengest. door Rochus Freiherr von Liliencron (5 delen, 1865–1869, herdruk 1966)
- Des Knaben Wunderhorn, samengest. door A. von Arnim en C. Brentano (1806/1808)
- Liederatlas europäischer Sprachen der Klingenden Brücke, (4 dln, 2001-2006)
- Liederbuch für Schule und Haus. Ergänzungsheft für Mittel- und höhere Schulen., samengest. door Jakob Jacobi (2e druk ca. 1898 ; 67e druk ca. 1920)
- Der Liederquell, samengest. door Theo Mang en Sunhilt Mang (2007)
- Der Spielmann Liederbuch für Jugend und Volk, samengest. door Klemens Neumann (1914; latere herdrukken uitgebreid)
- Strampedemi. Ein Liederbuch von Jungen Trutz und Art, Walther Hensel (1931)
- Unsere Lieder. Ein Liederbuch für die wandernde Jugend, Fritz Sotke (1921, 7e druk 1938)
- Das Volkslied für Heim und Wanderung samengest. door Hermann Böse (1922)
- Volkslieder aus 500 Jahren – Texte und Noten mit Begleitakkorden, samengest. door Ernst Klusen (1978)
- Verklingende Weisen, samengest. door Louis Pinck (1926)
- Das Volksliederbuch, samengest. door Heinz Rölleke (1993)
- Der Zupfgeigenhansl, samengest. door Hans Breuer (1909)